# Mateusz Szpytma
Mateusz Szpytma (ur. 22 lipca 1975 w Łańcucie) – polski historyk i muzealnik, doktor nauk humanistycznych, od 2016 zastępca prezesa Instytutu Pamięci Narodowej.

## Życiorys
Ukończył historię i nauki polityczne na Uniwersytecie Jagiellońskim. W 2012 na Wydziale Historycznym tej uczelni, na podstawie pracy pt. Zjednoczone Stronnictwo Ludowe w województwie krakowskim w latach 1949–1956 (Geneza. Członkowie. Działalność) napisanej pod kierunkiem Andrzeja Chwalby, uzyskał stopień doktora nauk humanistycznych w zakresie historii.
Od 2000 zatrudniony w krakowskim oddziale Instytutu Pamięci Narodowej. Był współpracownikiem Janusza Kurtyki, w okresie jego prezesury pełnił funkcję asystenta prezesa i zastępcy dyrektora sekretariatu prezesa IPN. Zaangażowany w badanie zbrodni w Markowej, był współtwórcą Muzeum Polaków Ratujących Żydów podczas II wojny światowej im. Rodziny Ulmów w Markowej i dyrektorem tej placówki. W lipcu 2016 powołany na wiceprezesa Instytutu Pamięci Narodowej. W 2017 został członkiem Rady Programowej Żydowskiego Instytutu Historycznego. W 2018 wszedł w skład Rady Muzeum przy Muzeum Historii Żydów Polskich Polin w Warszawie. W 2022 powołany na członka Międzynarodowej Rady Oświęcimskiej.

## Odznaczenia
W 2024 otrzymał Krzyż Kawalerski Orderu Odrodzenia Polski.
Odznaczony również Brązowym (2009) i Srebrnym (2016) Krzyżem Zasługi. W 2019 wyróżniony Medalem Stulecia Odzyskanej Niepodległości. W 2023 otrzymał Odznakę Honorową za Zasługi dla Polonii i Polaków za Granicą oraz Złoty Medal „Zasłużony dla Nauki Polskiej Sapientia et Veritas”.

## Wybrane publikacje
- Obsada stanowisk kierowniczych Urzędu Bezpieczeństwa i Służby Bezpieczeństwa w Krakowie: informator personalny (współautor), Kraków 2006.
- The risk of survival: the rescue of the Jews by the Poles and the tragic consequences for the Ulma Family from Markowa, Warszawa-Kraków 2009.
- Zbrodnia katyńska (współautor), Warszawa-Kraków 2010.
- Stanisław Mierzwa 1905–1985: ludowiec i działacz niepodległościowy (red.), Warszawa-Kraków 2011.